# Anilios leucoproctus
Anilios leucoproctus is een wormslangensoort uit het geslacht Anilios.

## Naam en indeling
De wetenschappelijke naam van de soort werd voor het eerst voorgesteld door George Albert Boulenger in 1889. Boulenger deelde de soort in het geslacht Typhlops in en gaf er de naam Typhlops leucoproctus aan. De soort werd later aan het geslacht Ramphotyphlops toegekend. De specimens die Boulenger beschreef waren afkomstig uit Nieuw-Guinea en "Murray Island", een van de eilanden in Straat Torres tussen Queensland (Australië) en Nieuw-Guinea. De langste exemplaren waren 22 centimeter lang.
De soortaanduiding leucoproctus betekent vrij vertaald 'witte buik'.

## Uiterlijke kenmerken
De slang bereikt een lichaamslengte tot ongeveer 25 centimeter. De kop is moeilijk te onderscheiden van het lichaam door afwezigheid van een duidelijke insnoering maar is te herkennen aan de kleine gestekelde schubben die aan de staartzijde ontbreken. De ogen zijn relatief klein en zijn onder de kopschubben gelegen.
De slang heeft 20 rijen schubben in de lengte op het midden van het lichaam. De lichaamskleur is donker paarsbruin, de buikzijde en heeft een lichtere kleur.

## Levenswijze
De vrouwtjes zetten eieren af.

## Verspreiding en habitat
De soort komt voor in delen van Azië in Papoea-Nieuw-Guinea en in Australië, alleen in de staat Queensland. De habitat van de wormslang is niet bekend. De soort is aangetroffen van zeeniveau tot op een hoogte van ongeveer 50 meter boven zeeniveau.

## Beschermingsstatus
Door de internationale natuurbeschermingsorganisatie IUCN is de beschermingsstatus 'veilig' toegewezen (Least Concern of LC).